# Parafia Najświętszego Serca Jezusowego w Booval
Parafia Najświętszego Serca Jezusowego w Booval – parafia rzymskokatolicka, należąca do archidiecezji Brisbane.
Przy parafii funkcjonuje katolicka szkoła podstawowa Najświętszego Serca Jezusowego, oraz katolicka szkoła podstawowa św. Piotra Klawera.